# 채식필사본
채식필사본 (彩飾筆寫本, 프랑스어: Enluminure, 영어: illuminated manuscript)은 중세 유럽에서 이니셜과 세밀화 등의 장식을 넣어 제작했던 필사본을 말한다. 채식본이라는 말 자체는 채색이 이뤄지고 금은박 등으로 장식된 서적을 뜻하며, 넓게 보면 동양이나 중남미 문명에서 채색 장식이 들어간 서적들도 채식본이라고 칭할 수 있지만, 여기서는 서양에서 전통적으로 발달되어 전해져 내려오는 필사본의 한 유형을 가리킨다. 이슬람 문명의 필사본도 근본적으로는 서양의 것과 동일한 기법을 사용하므로, 서양에서 구분하는 채식필사본의 범주에 들어간다고 할 수 있다.
현존하는 필사본 가운데 실질적으로 채식필사본이라 부를 수 있는 가장 오래된 것은 400년경에서 600년경 동고트 왕국과 동로마 제국 등지에서 제작된 것이다. 채식필사본이 지닌 의의는 그 자체로도 예술성과 역사적 가치를 지니고 있을 뿐만 아니라, 일반 필사본이 전달하는 식자 문화를 고스란히 이어왔다는 점이다. 로마제국 멸망 시점에서 수도원 필경사들의 활약이 없었더라면, 고대 그리스 로마의 고전문학이 그대로 실전되었을 수도 있었다. 시대가 시대였던 만큼, 문헌의 운명은 극히 한정된 수의 기독교 문인들에게 얼마나 유용하냐에 따라 좌우되었다고 할 수 있었다. 이런 고대 문헌을 보강하는 방법 중 하나였던 채식필사본은, 설령 새로운 지배층이 문헌에 쓰인 언어를 독해하지 못하는 시대에 들어서더라도 여전한 정보적 가치를 지니며 보존될 수 있도록 도왔다.
현존하는 채식필사본은 대부분 중세 시대의 것이지만 고대 후기에 제작된 것들도 극소수 남아 있으며, 르네상스 시대의 것들도 물론 다수 전해져오고 있다. 이들 대다수는 종교적 성격을 띄고 있으며, 풀어헤쳐서 읽는 두루마리 형식을 대체한 코덱스 형식으로 제작되었다. 재질의 경우 파피루스로 제작된 것도 있으나 그 내구성이 양피지만 못했기에 오늘날에는 그 수가 매우 적다. 중세 시대의 필사본은 채식이 들어가든 들어가지 않았든 간에 기본적으로 양피지 (소가죽이 제일 흔했고 양가죽, 염소가죽도 사용)로 작업했으나, 채식이 들어가는 필사본은 그만큼 중요한 책이라는 의미였으므로 최상급 양피지를 구해다 썼는데 이를 벨룸 (vellum)이라 한다.
중세 후기에 들어서서 필사본은 비로소 종이를 바탕으로 작업하게 되었다. 인쇄술의 발명 이후 극초창기 인쇄본들은 루브릭과 세밀화, 채식이니셜, 테두리 장식 등 채식필사본의 전통을 그대로 따르기도 하였으나, 인쇄술 보급이 본격화되자 채식필사본의 제작 자체가 급격히 감소하게 되었다. 채식필사본은 16세기 초까지 계속해서 제작되었지만 대다수가 부유층들을 위한 것으로 그 수도 훨씬 적어졌다. 채식필사본은 현존하는 수가 수천 본에 이르러, 중세시대에 제작된 유물 중에서 가장 흔히 찾아볼 수 있는 것으로 여겨지며, 중세시대 회화를 보존한 데 있어서도 가장 훌륭한 표본으로 평가된다. 사실 연도와 지역을 가리지 않고 이 시대의 회화를 보여주는 것 중에서 유일하게 살아남은 사례로 볼 수 있다.